# NGC 4358
NGC 4358 este o galaxie lenticulară situată în constelația Ursa Mare. A fost descoperită în 17 aprilie 1789 de către William Herschel.